# Vermlandsgade
Vermlandsgade er en gade på Amagerbro i København, der går fra Christmas Møllers Plads i vest til en rundkørsel på Prags Boulevard i øst og derfra mod syd til Holmbladsgade. Gaden blev opkaldt efter det svenske landskap Värmland i 1915.

## Historie
Den ældste del af gaden fra Holmbladsgade til Prags Boulevard hed oprindeligt Holmblads Boulevard. Den var den første del af en planlagt boulevard med præsentable boliger.
Området nord for Prags Boulevard blev frigivet fra den militære demarkationslinje i 1909, hvorefter Københavns Kommune overtog en stor del af området. I begyndelsen af 1910'erne anlagdes Vermlandsgade som en forholdsvis kort gade mellem Uplandsgade i vest og Prags Boulevard i øst. Den var en af en gruppe gader i området, der blev opkaldt efter historiske svenske landskaper. Da første verdenskrig brød ud i 1914, medførte det et opsving for industrien i det neutrale Danmark. Samme år blev området ved Vermlandsgade og Prags Boulevard udlagt til industri. Det medførte så, at planerne om forlængelsen af Holmblads Boulevard blev opgivet. I stedet blev det allerede anlagte stykke indlemmet i Vermlandsgade i 1925.
I 1938 blev Vermlandsgade forlænget mod vest til den nuværende Christmas Møllers Plads. Den nye del af gaden fik en meget bred midterrabat, så Amagerbanen kunne få forbindelse ad denne vej til andre jernbaner, men det blev ikke til noget.

## Bygninger
Karréen Vennelyst på hjørnet af Amagerbrogade blev opført i 1939-1941 efter tegninger af Arthur Wittmaack og Vilhelm Hvalsøe. Med sine røde mursten og balkoner er den et typisk eksempel på dansk funktionalistisk arkitektur fra 1930'erne. Et særligt indslag er ca. 40 små stuer med terrasser i tagetagen. De var egentligt tænkt som pulterrum, men nu kan karréens beboere søge om at få ret til rummene, hvorfra der er en god udsigt.
Melbehandlingsfirmaet Glutens tidligere fabrik på hjørnet af Uplandsgade var en af de første industrivirksomheder i gaden. Den blev opført i 1918 efter tegninger af Holger Jacobsen. Ledernes Hovedorganisation holder til i nr. 65.